# Anna Maria Ehrenstrahl

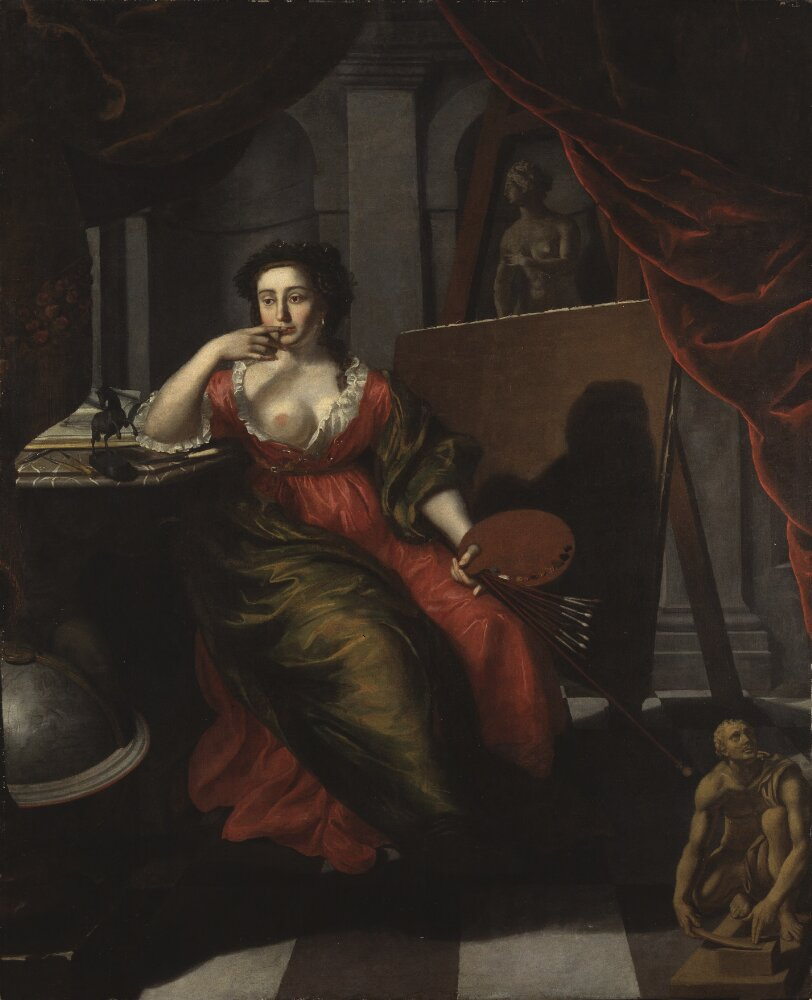
Anna Maria Ehrenstrahl av Martin Mijtens den äldre. Verket finns i flera utföranden, bland annat på Jakobsbergs gård i Björnlunda socken.

Anna Maria Ehrenstrahl, född 4 september 1666 i Stockholm, död 22 oktober 1729 i Stockholm, var en svensk målare. Hon var dotter till David Klöcker Ehrenstrahl och Maria Momma. Hon målade liksom han allegorier och porträtt.

## Biografi
Anna Maria Ehrenstrahl undervisades av sin far, och arbetade tidigt som assistent i hans verkstad, genom att måla detaljer i hans tavlor. Han anförtrodde henne också ateljéuppdrag. Det har uppgetts att han undervisade henne främst för att kunna måla färdigt detaljer i hans verk, och att han därför inte gav henne en komplett och slutförd undervisning i måleri. Hennes målarstil påminner likväl mycket om hans.
Anna Maria Ehrenstrahl gifte sig 1688 med Johan Wattrang (1652–1724) av adelsätten Wattrang, vice president i Svea hovrätt. Hon fortsatte att vara verksam som konstnär under hela sitt liv, och accepterade också stundtals beställningar mot betalning. Hon tycks ha varit respekterad som konstnär under sin samtid. 
En stor del av hennes bevarade verk är kopior av hennes fars tavlor, bland dem ett av porträtt av Karl XI. Kopiering var under hennes samtid en respekterad och populär konstform. Men hon utförde också originalverk. Bland hennes verk fanns en allergori föreställande de fyra årstiderna från 1687, ett grupporträtt, Amor och Psyche, ett porträtt av prins Ulrik (barnporträtt, 1685), av Ulrika Eleonora av Danmark och  Amalia Königsmarck samt åtskilliga porträtt av djur i gouache. År 1690 fick hon betalt för porträtt föreställande de avlidna prinsarna.  
Bland hennes mer kända verk är den samling på sex porträtt av hovrättens tidigare presidenter som hon 1717 skänkte hovrätten. Dessa är signerade med hennes eget namn. Vid detta tillfälle skrev Sofia Elisabet Brenner en hyllningsdikt tillägnad henne, där hon firade dem båda som pionjärer som den första kvinnliga författaren respektive konstnären i Sverige: 
"Om jag af medfödd drift för ro skull stundom rimar,

Er böjelse syns klar af edert måleri.

Fast konsten oss ibland har kostat några timar,

man kan på bättre vis ej oförgäten bli.

Lät afund grina till, lät döden skäktan spänna,

för ingendera skräms er pensel, ell’ min penna."
Ehrenstrahl finns representerad vid bland annat Nationalmuseum i Stockholm. Hon var representerad vid Föreningen Svenska Konstnärinnors utställning i Stockholm 1911 med ett av sina  porträtt.

## Bildgalleri

Karl XII (1682–1718) konung av Sverige. Av Anna Maria Ehrenstrahl, utförd 1684. I Nationalmuseums samlingar.
Hedvig Sofia (1681–1708), prinsessa av Sverige. Av Anna Maria Ehrenstrahl, utförd 1684. I Nationalmuseums samlingar.
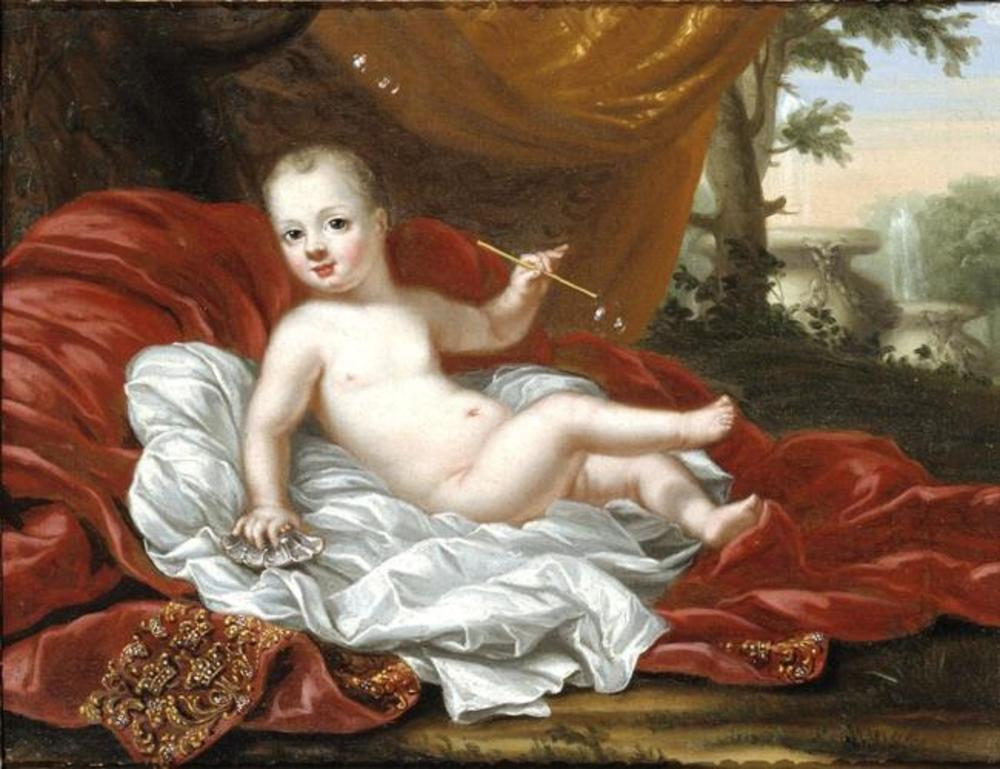
Ulrik (1684-1685), prins av Sverige. Av Anna Maria Ehrenstrahl, utförd 1685. I Nationalmuseums samlingar.

## Verk i urval
- Altartavlan i Bladåkers kyrka i Uppland (1698)
- Karl XI som Apollon
- Prins Ulrik